# Hobikibune

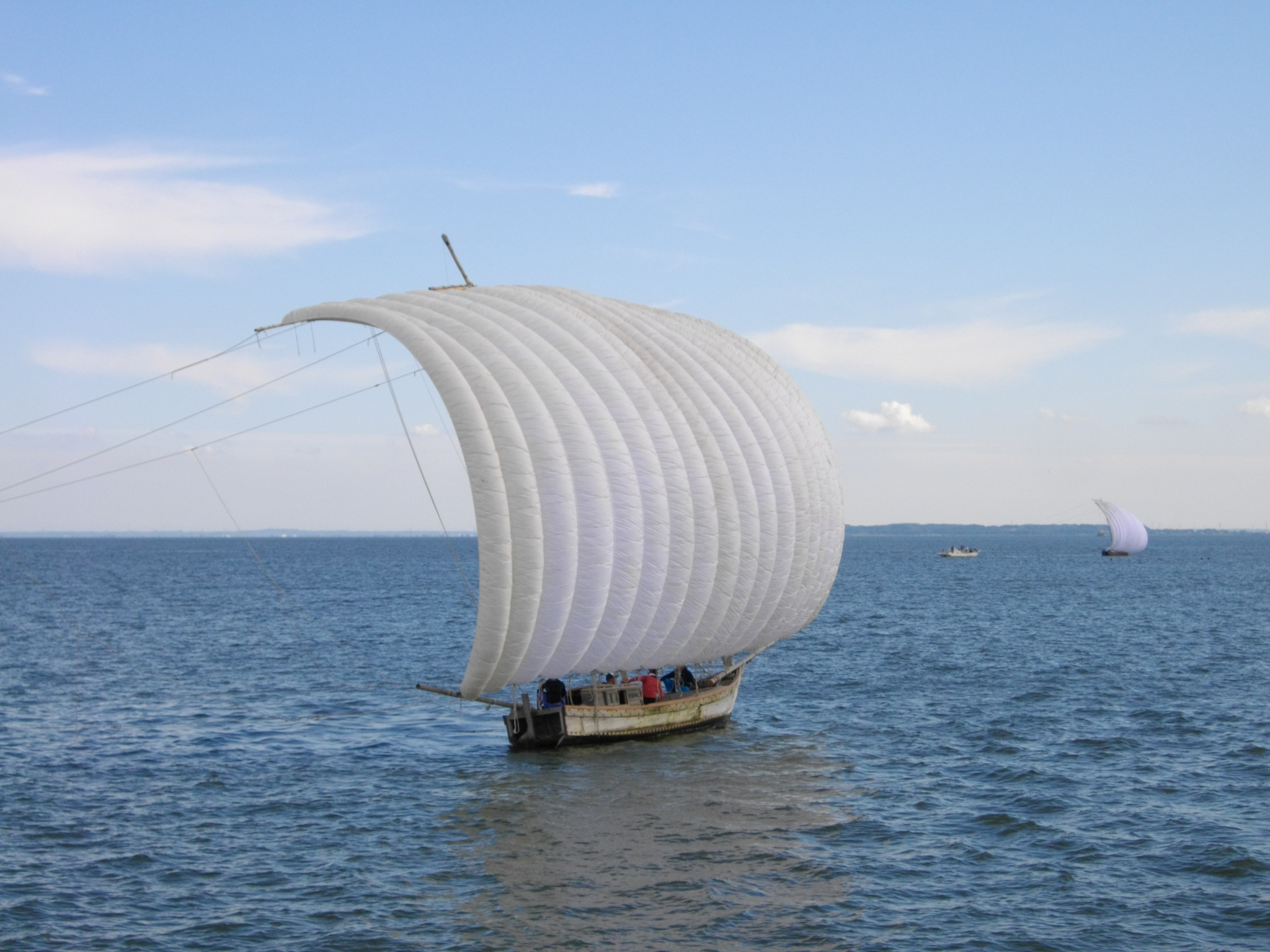
Hobikibune (Hobikisen) en el lago Kasumigaura.

 Hobikibune  (帆曳船 Hobikibune ?) o Hobikisen, es una embarcación de vela con una única y gran vela, propia del lago Kasumigaura, en la Prefectura de Ibaraki en Japón.

## Antecedentes
Antiguamente el método principal de pesca en el lago Kasumigaura implicaba el uso de grandes redes de hasta 30 metros de longitud que eran remolcadas por dos o tres botes de remos. Los pescadores utilizaban remos para maniobrar sus botes en círculo, para atrapar en las redes pescados del lago.

## Historia
Se menciona, que para mejorar el sistema de pesca en el lago,  Ryōhei Orimoto (折本良平 Orimoto Ryōhei) ideó la embarcación en los años 1880 de la era Meiji. Ella fue utilizada para pescar en el lago Kasumigaura y fue interrumpido su uso a mediados de 1960 de la era Shōwa.

## Turismo
Fue revivida como una embarcación turística a partir del año 1971 en el mismo lago Kasumigaura.
Desde el año 2007, para el turismo en el Kasumigaura, opera con vela de color  vivo; que funciona en la temporada de la primavera al otoño, los sábados, domingos y días festivos.